# فتحعلی‌سلطان‌لو (کلیبر)
فتحعلی‌سلطان‌لو یکی از روستاهای استان آذربایجان شرقی است که در دهستان مولان بخش مرکزی شهرستان کلیبر واقع شده‌است.